# Golpe de Estado no Azerbaijão em 1993
O golpe de Estado no Azerbaijão em 1993 foi conduzido por uma milícia liderada pelo comandante militar Surat Huseynov e trouxe ao poder Heydar Aliyev.

## Contexto
O Azerbaijão era um jovem Estado independente na época, sendo reconhecido pela comunidade internacional desde o final de 1991. O período pós-independência é caótico, com o novo Estado atolado em um conflito com a Armênia pelo controle do enclave de Nagorno-Karabakh, pertencente ao Azerbaijão mas povoado por armênios. Em junho de 1992, Abülfaz Elçibay é democraticamente eleito presidente, sendo o primeiro líder não comunista do país..

## Os eventos de 1993
Em 1993, o Azerbaijão estava à beira da guerra civil em razão dos desastres militares na guerra contra a Armênia. O presidente Abülfaz Elçibay restitui  ao Exército o comandante - e ex-comunista - Surat Huseynov, devido aos fracassos militares. Surat Huseynov, regressando de sua província natal, arma uma milícia (provavelmente com a ajuda do exército russo), derrotando em 4 de junho de 1993  as forças do exército enviadas para desarmar a milícia e precipitando uma crise governamental ao marchar para Baku com seus soldados, criando um pânico dentro do poder político.
Abülfaz Elçibay fugiu da capital. Uma aliança foi formada entre o autor do golpe de Estado, Surat Huseynov, e uma outra personalidade política, Heydar Aliyev, vice-presidente do Parlamento do Azerbaijão, mas também ex-general da KGB e ex-membro do Politburo soviético (o primeiro muçulmano nesta função) e ex-vice-primeiro-ministro da União Soviética, removido por Mikhail Gorbachev. Heydar Aliyev exerce de facto o posto de chefe de Estado interino e retorna para a posição de liderança, estabelecendo-se como o novo homem-forte. Ele tornaria-se presidente do Parlamento do Azerbaijão em 15 de junho de 1993. Esta assembleia o elegeria nove dias depois como presidente interino do Estado e Huseynov assumiria o posto de primeiro-ministro.
Heydar Aliyev seria finalmente eleito presidente da República do Azerbaijão por sufrágio universal em 3 de outubro de 1993 e empossado no dia 10. Ele anunciou que iria impedir uma guerra civil, recuperar o terreno perdido em Nagorno-Karabakh no conflito com a Armênia, garantir a integridade territorial do Azerbaijão, e respeitar a liberdade de expressão e os direitos humanos. No entanto, se manifesta sobre sobre uma possível oposição política: "Eu não desejo utilizar a força, mas ao mesmo tempo, eles devem saber que o pluralismo e o debate político podem continuar, grupos armados não podem".

## Consequências
Heydar Aliyev traz uma forte estabilidade política, permanecendo como presidente da República de outubro de 1993 a outubro de 2003, com um regime autoritário marcado por um culto à personalidade de sua pessoa. Ele incentiva o investimento estrangeiro e reprime toda a oposição política. Seria reeleito em 1998 com uma grande maioria, porém a maior parte dos partidos da oposição boicotam a votação (o Conselho da Europa declara que esta eleição não respeitou as normas internacionais). Também obtêm uma trégua com a Armênia em 1994, mas não resolve o conflito no enclave armênio de Nagorno-Karabakh. Seu estado de saúde se deteriora a partir de 1999 (estava então com 76 anos); e renuncia em 2003 para apresentar nas eleições presidenciais a nomeação de seu filho, Ilham Aliyev, como candidato à presidência da República. Seria o filho que o sucederia e Heydar Aliyev faleceria em dezembro de 2003.
O presidente predecessor Abülfaz Elçibay refugia-se na sua região natal, em Naquichevão. Em 1997, Elçibay retorna à Baku para tentar retomar um papel político; por criticar o presidente Aliyev, seria julgado em 1999, após ter denunciado que Aliyev fornecia apoio ao PKK, porém o processo se encerra sendo cancelado. Enfermo, Elçibay deixou o país e morreu em Ancara, na Turquia, de um câncer de próstata em agosto de 2000. Elçibay sempre foi politicamente próximo da Turquia.
O novo primeiro-ministro, Huseynov, seria demitido em outubro de 1994 pelo presidente Aliyev, que o acusou de tentativa de golpe de Estado. Huseynov refugiou-se na Rússia, mas retornaria ao Azerbaijão em 1996. Seria julgado por tentativa de golpe de Estado, tentativa de assassinato contra o presidente, contrabando de armas, tráfico de drogas, criação de milícia armada, motim e, finalmente, alta traição. Foi condenado à prisão perpétua pela Suprema Corte azeri em 15 de fevereiro de 1999, sendo perdoado em 2004.